# Handley Page H.P.43
Handley Page H.P.43 là một loại máy bay ném bom-vận tải hai tầng cánh, ba động cơ của Anh.

## Tính năng kỹ chiến thuật
Dữ liệu lấy từ Barnes & James 1987, tr. 327
Đặc điểm tổng quát
- Kíp lái: 3-4
- Sức chứa: 30 lính
- Chiều dài: 75 ft 9 in (23.1 m)
- Sải cánh: 114 ft 0 in (34.8 m)
- Trọng lượng rỗng: 13.550 lb (6.150 kg)
- Trọng lượng có tải: 22.500 lb (10.210 kg)
- Động cơ: 3 × Bristol Pegasus IM3, 650 hp (485 kW) mỗi chiếc

Hiệu suất bay
- Vận tốc cực đại: 118 mph (190 km/h)
- Tầm bay: 1.200 dặm (1.930 km)

Vũ khí trang bị
- 2× súng máy 0.303 in (7,7 mm)